# Трясин, Ерминингельд Васильевич
Ерминингельд Васильевич Трясин (15 ноября 1911 — 5 ноября 1982) — командир батареи 16-й тяжёлой миномётной бригады 1-й гвардейской артиллерийской дивизии прорыва Резерва Главного Командования 13-й армии 1-го Украинского фронта, капитан. Герой Советского Союза.

## Биография
Родился 2 ноября 1911 года в городе Верный Семиреченской области в семье служащего.
Окончил 10 классов. Работал инженером.
В Красной Армии в 1933—1934 годах и с 1941 года. На фронте в Великую Отечественную войну с февраля 1942 года. Член ВКП(б)/КПСС с 1942 года.
Командир батареи 16-й тяжёлой миномётной бригады капитан Ерминингельд Трясин в январе 1945 года с передовыми частями переправился через реку Одер в районе города Штейнау и корректировал огонь батареи при форсировании и отражении вражеских контратак. Переправив вверенную ему миномётную батарею на левый берег Одера, капитан Трясин активно участвовал в боях за расширение плацдарма.
Указом Президиума Верховного Совета СССР от 10 апреля 1945 года за образцовое выполнение боевых заданий командования и проявленные при этом мужество и героизм капитану Трясину Ерминингельду Васильевичу присвоено звание Героя Советского Союза с вручением ордена Ленина и медали «Золотая Звезда».
С 1946 года Е. В. Трясин жил в столице Киргизии — городе Фрунзе. Работал в управлении оросительных систем.
Скончался 5 ноября 1982 года. Похоронен в городе Токмак.
Награждён орденами Ленина, Отечественной войны 2-й степени, Красной Звезды, медалями.